# Landschaftsschutzgebiet Stenderbusch

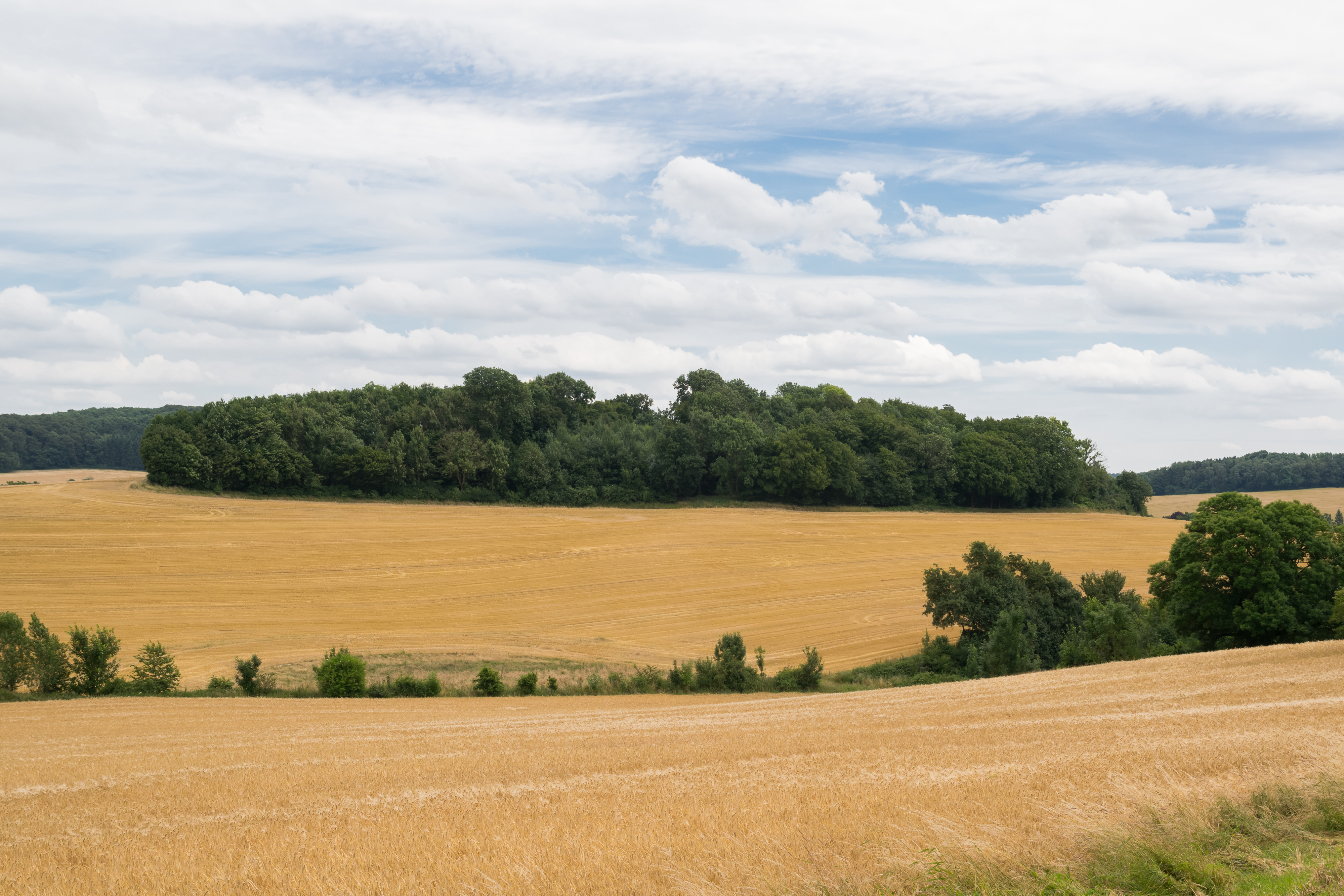
Landschaftsschutzgebiet Stenderbusch im Hintergrund

Das Landschaftsschutzgebiet Stenderbusch mit etwa 3 ha Flächengröße liegt im Stadtgebiet von Detmold östlich von Heiligenkirchen. Es wurde 2006 mit dem Landschaftsplan Detmold durch den Kreistag des Kreises Lippe als Landschaftsschutzgebiet (LSG) ausgewiesen.

## Beschreibung
Das LSG umfasst das Feldgehölz Stenderbusch auf der Bergkuppe des Stenderberges. Das Feldgehölz hat eine gut entwickelte Strauch- und Krautschicht. In zwei
ehemaligen Mergelkuhlen steht auf einem Kalkboden ein Buchen-Eschen-Mischwald.
Zum Wert des Schutzgebietes führt der Landschaftsplan aus: „Das Landschaftsschutzgebiet stellt als Trittsteinbiotop einen wichtigen Rückzugsraum für wildlebende Tier- und Pflanzenarten in der intensiv genutzten Umgebung dar.“

## Schutzzwecke für das LSG
Laut Landschaftsplan erfolgte die Ausweisung des LSG
- „zur Erhaltung und Wiederherstellung der Leistungsfähigkeit des Naturhaushaltes in ökologisch besonders wertvoll strukturierten Bereichen mit Wasser-, Klima- und Biotopschutzfunktionen,“
- „zur Erhaltung und Wiederherstellung von Quellbereichen und naturnahen Fließgewässern, Wald- und Grünlandbereichen unterschiedlicher Feuchtestufen, Feldgehölzen, Hecken und Obstwiesen,“
- „zur Erhaltung morphologisch ausgeprägter Bereiche zur Sicherung der landschaftlichen Eigenart und Vielfalt für die Erholung,“
- „zur Erhaltung wertvoller Biotopkomplexe aus Wald-Grünlandbereichen, Fließgewässern und Quellen sowie Biotopen nach § 62 LG mit wichtigen Refugial-, Puffer-, Trittstein- und Vernetzungsfunktionen,“
- „zur Erhaltung und Wiederherstellung wichtiger Rückzugsräume für die bedrohte Tier- und Pflanzenwelt,“
- „zur Sicherung der das Orts- und Landschaftsbild gliedernden und belebenden und die dörflichen Siedlungsstrukturen prägenden Freiraumelemente.“[1]

## Rechtliche Vorschriften
Im Landschaftsschutzgebiet ist unter anderem das Errichten von Bauten und Fischteichen verboten. Grün- und Brachland darf nicht in eine andere Nutzungsart umgewandelt oder umgebrochen werden.